# Ciangugu (província)
Ciangugu (Cyangugu) era uma intara (província) do centro-norte de Ruanda, com sede em Ciangugu. Possuía 1 894 quilômetros quadrados de área e segundo censo de 2002, havia 607 495 habitantes. Foi abolida em 2006 com a reformulação territorial do país. Dividia-se em vários distritos:
| Distrito   | Nome nativo | População (2002) | Área (km2) |
| ---------- | ----------- | ---------------- | ---------- |
| Bugarama   | Bugarama    | 99 471           | 572        |
| Bucunzi    | Bukunzi     | 87 706           | 177        |
| Ciangugu   | Cyangugu    | 59 429           | 40         |
| Gaxonga    | Gashonga    | 74 988           | 164        |
| Gatare     | Gatare      | 83 428           | 376        |
| Impala     | Impala      | 129 986          | 180        |
| Nhamaxeque | Nyamasheke  | 74 496           | 208        |